# Miura Keizō

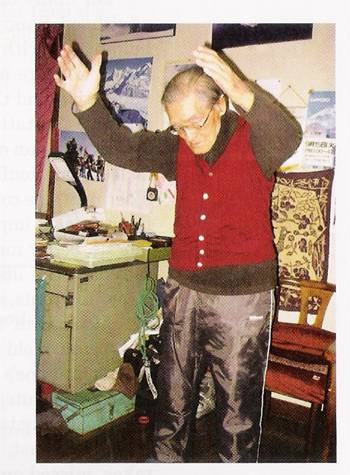
Miura Keizō

Miura Keizō (jap. 三浦 敬三; * 15. Februar 1904 in Aomori, Präfektur Aomori; † 5. Januar 2006 in Tokio) war ein japanischer Skipionier und Skilehrer.

## Leben
Miura begründete eine Skidynastie. Mit 77 Jahren bewältigte er den Kilimandscharo auf Skiern, 88-jährig machte er eine 100-km-Langlauftour durch die Alpen und zu seinem 99. Geburtstag ist er, begleitet von vier Generationen seiner Familie, auf Skiern die Vallée Blanche im Mont-Blanc-Gebiet abgefahren. Sein Sohn Yuichiro fuhr in den 1970er Jahren als erster den Südhang des Mount Everest ab.
Er starb an multiplem Organversagen und hinterließ drei Söhne, darunter den Alpinisten Yūichirō Miura, und eine Tochter.